# Нооткатон
Нооткатон (5,6-диметил-8-изопропенилбицикло[4.4.0]дец-1-ен-3-он, химическая формула — {\displaystyle {\ce {C15H22O}}}) — кетон, относящийся к терпеноидам сесквитерпенового ряда.

## Свойства
Нооткатон представляет собой бесцветную или желтоватую жидкость с запахом грейпфрута. Растворим в этаноле и органических растворителях. В воде нерастворим.

## Нахождение в природе и получение
Нооткатон содержится в грейпфруте и некоторых эфирных маслах. Получают его окислением сесквитерпенового углеводорода валенсена, который содержится в эфирном масле апельсина. Валенсен, полученный из дрожжей, также можно превратить в нооткатон. 

## Применение
Нооткатон применяется как компонент пищевых эссенций, иногда — в качестве компонента парфюмерных композиций.
Так же репелленты на основе нооткатона могут оказаться эффективными против тех насекомых, которые выработали устойчивость к другим видам химикатов, в том числе против клещей, распространяющих такие заболевания как клещевой энцефалит и болезнь Лайма. 